# Малий Вистороп
Ма́лий Вистороп — село в Україні, у Лебединській міській громаді Сумського району Сумської області. Населення становить 1443 осіб. До 2020 орган місцевого самоврядування — Маловисторопська сільська рада.

## Географія

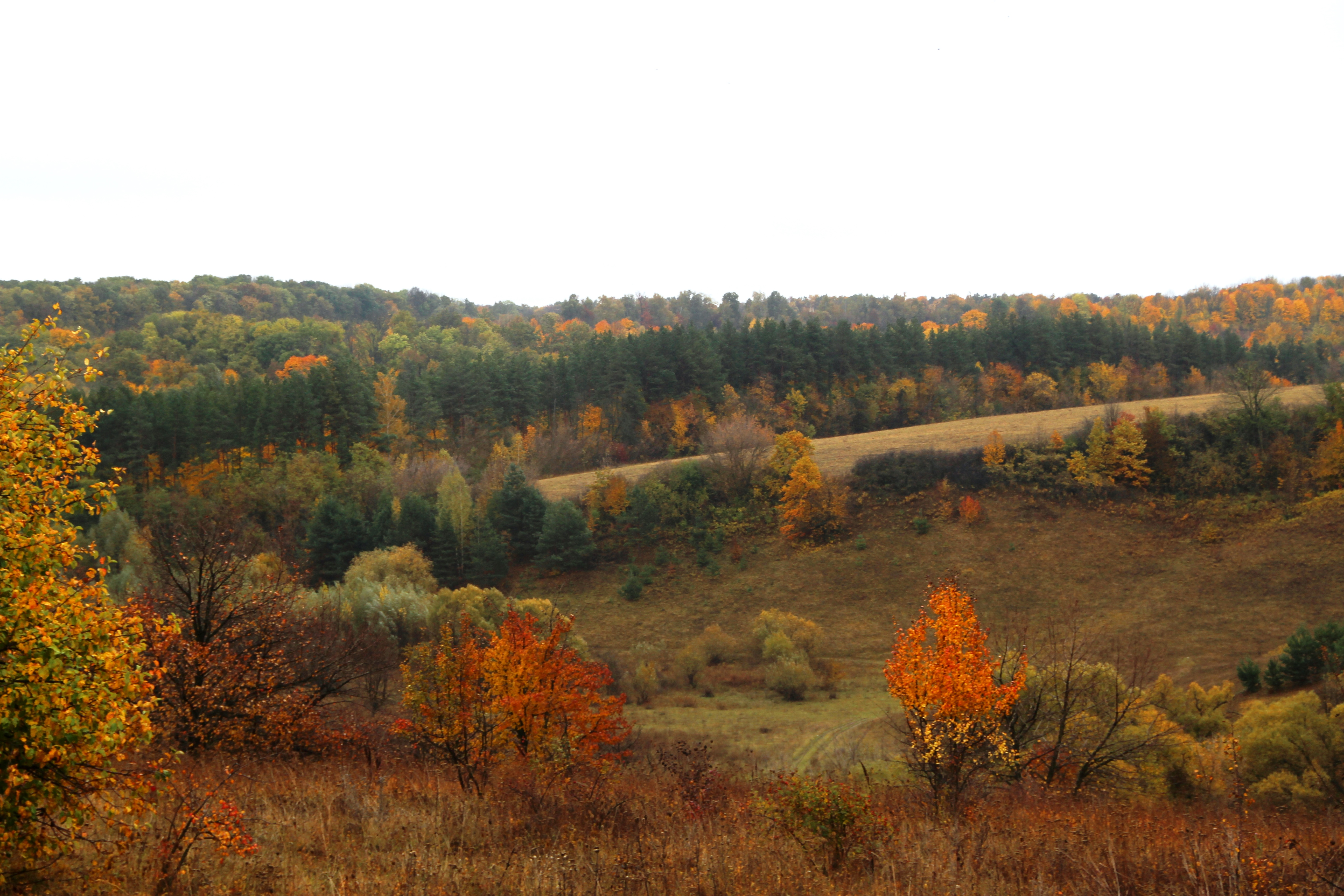
Долина річки Легань

Село Малий Вистороп знаходиться на березі річки Легань, нижче за течією на відстані 1,5 км розташоване село Великий Вистороп. На річці кілька загат. До села примикає кілька лісових масивів (дуб). Поруч проходить залізниця, станція Вистороп за 1,5 км.

## Історія
Перша писемна згадка про село Малий Вистороп відноситься до 1695 року.
У другій половині XIX століття життя більшості жителів села було пов'язане із цукровим виробництвом. Тут будується Харківсько-Романівський цукровий завод, перша продукція якого була випущена в 1845 році. 
Згодом, у 1895 році для потреб заводу було прокладено залізничну колію.
За даними на 1864 рік у власницькому селі Лебединського повіту Харківської губернії, мешкало 515 осіб (240 чоловічої статі та 275 — жіночої), налічувалось 84 дворових господарств, існували православна церква, винокурний та цукробуряковий заводи.
Станом на 1914 рік село відносилось до Великовисторопської волості, кількість мешканців зросла до 1248 осіб.
12 червня 2020 року, відповідно до Розпорядження Кабінету Міністрів України № 723-р «Про визначення адміністративних центрів та затвердження територій територіальних громад Сумської області», увійшло до складу Лебединської міської територіальної громади.
19 липня 2020 року, після ліквідації Лебединського району, село увійшло до Сумського району.

#### Російське вторгнення в Україну (з 2022)
З 17 березня по 25 березня 2022 року село було окуповано російськими військами. Зазнали руйнувань від російських військових як багатоквартирні будинки, так і приватні. Завдано чималої шкоди й місцевому коледжу. Таборувалися російські окупанти у ньому протягом восьми днів. Полишаючи село 25 березня, обстріляли його з танків.

## Навчальні заклади
- Маловисторопський навчально - виховний комплекс[7]
- Маловисторопський коледж імені П.С Рибалка[8]

## Пам'ятки

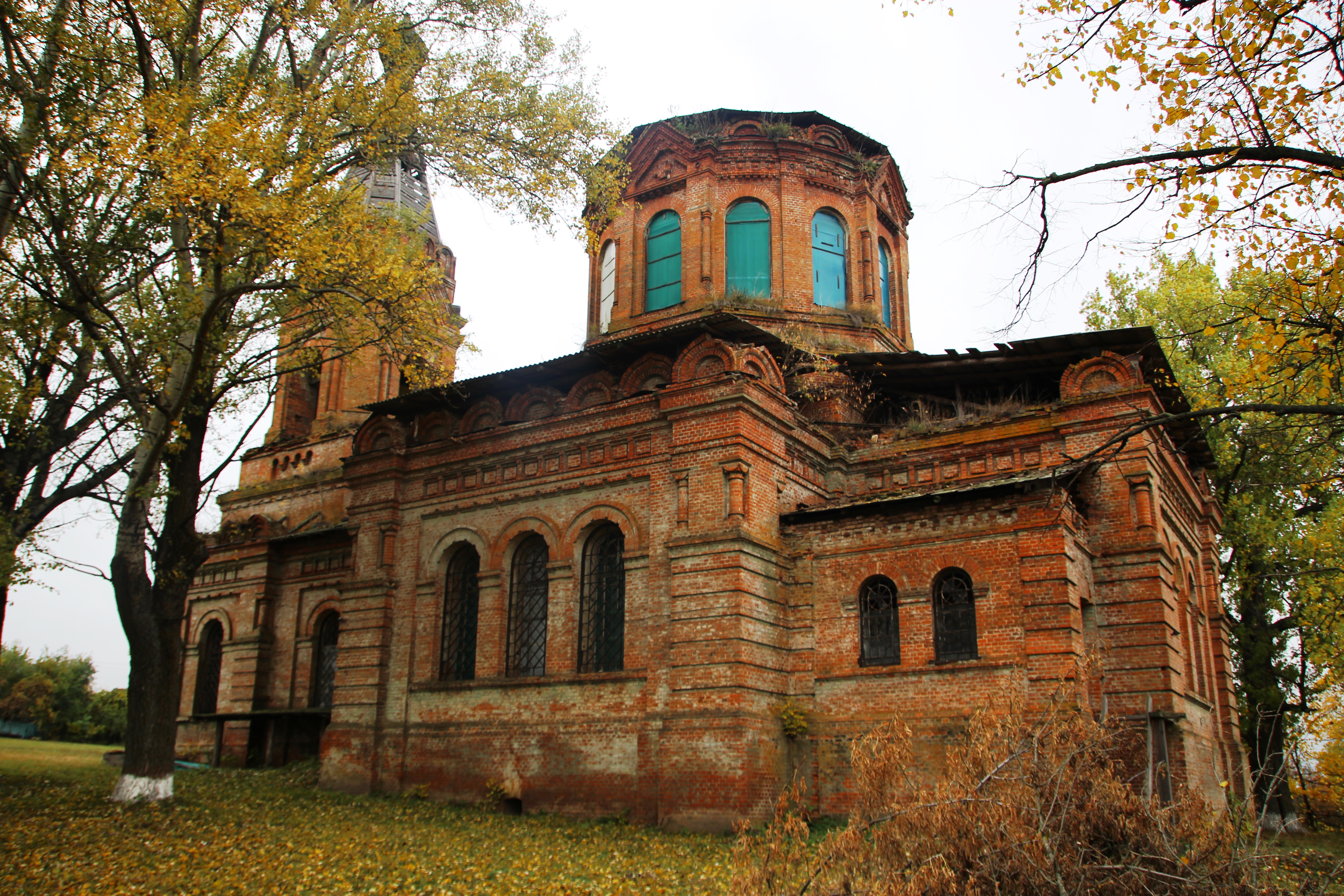
Михайлівська церква

- Михайлівська церква - цегляна церква початку XX століття. Точна дата створення, як і автор будівлі, невідомі. Окремі джерела вказують на 1913 рік. Нині споруда закрита і перебуває у частково зруйнованому стані[9].
- Пам'ятник борцям за волю і незалежність України[10]
- Будинок управителя Романівського цукрового заводу

## Відомі уродженці
- Рибалко Павло Семенович (1894—1948) — маршал танкових військ, двічі Герой Радянського Союзу.
- Яценко Борис Павлович (1 січня 1942 року) — доктор географічних наук, професор Київського національного університету імені Тараса Шевченка, економіко-географ, сходознавець.